# Max Reger
Johann Baptist Joseph Maximilian Reger (Brand, (Baviera), 19 de marzo de 1873 - Leipzig, 11 de mayo de 1916), fue un compositor, organista, pianista y profesor alemán.

## Vida
Reger estudió música en Múnich y Wiesbaden con Hugo Riemann. En 1901 se instaló en Múnich, donde se dedicó a la enseñanza del órgano y composición, y desde el 1907, trabajó en Leipzig, donde fue director musical de la universidad hasta 1908 y profesor de composición en el Conservatorio Felix Mendelssohn hasta su muerte.
Entre sus alumnos hay que destacar a Joseph Haas, Edmund Schroeder y a George Szell.
También tuvo una intensa actividad como director de orquesta y pianista. 
Desde 1911 dirigió la orquesta de la Corte de Meiningen hasta que fue disuelta en 1914, momento en que se trasladó a Jena. Renunció al cargo de director general de Música en Meinengen en 1914 por razones de salud, ingresando en un sanatorio al sur del Tirol en el mes de abril, desde donde realizó su renuncia. Como consecuencia de la Primera Guerra Mundial, pensó en 1914 realizar una obra coral para conmemorar los caídos de la guerra, el Réquiem, para alto o barítono solistas, coro y orquesta. 
Murió de infarto de miocardio en Leipzig, nada más regresar de una breve gira de conciertos por los Países Bajos, en plena Primera Guerra Mundial.

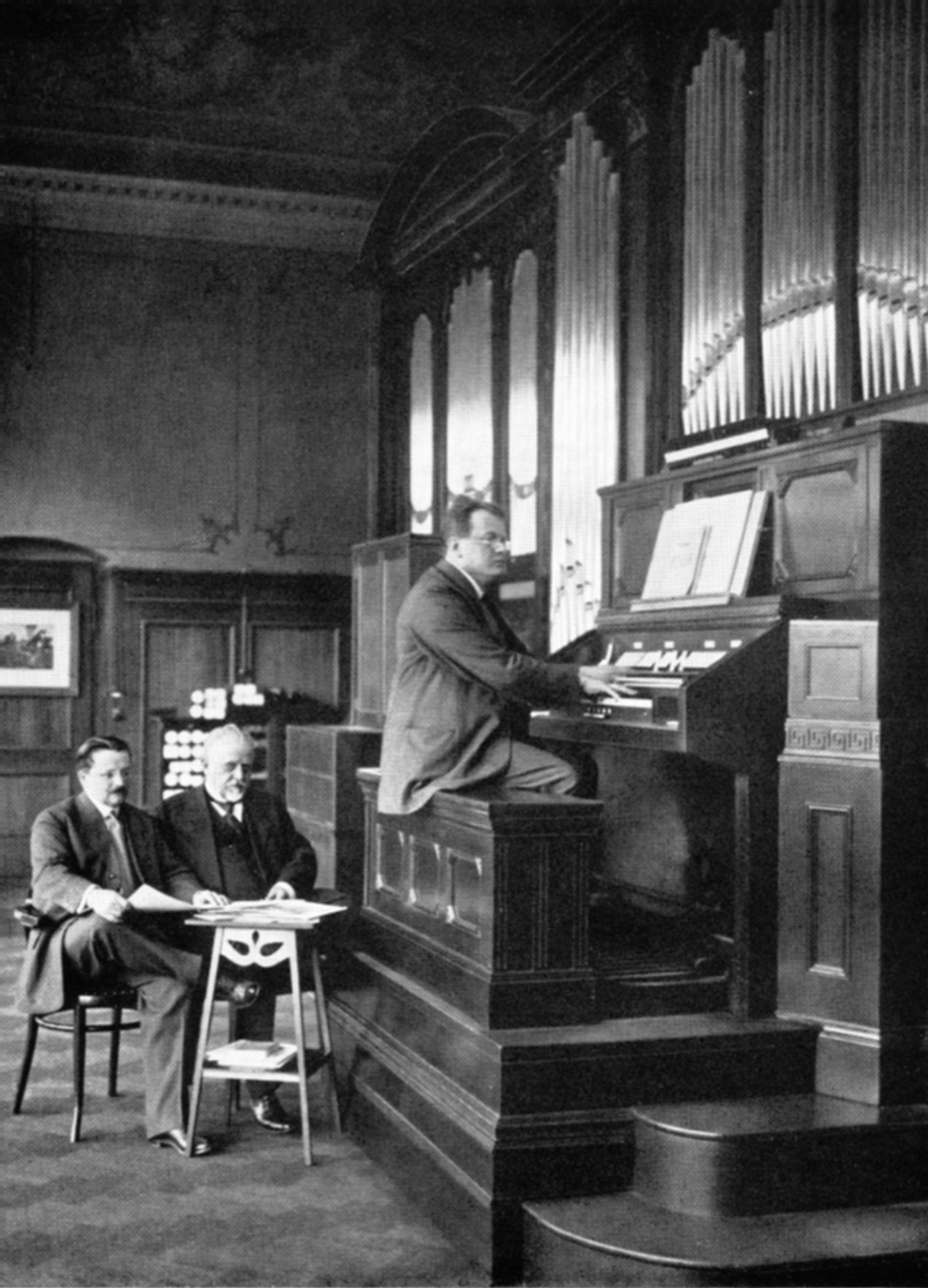
Sesión de grabación con órgano para la Welte-Mignon-Philharmonic-Organ, 1913.

## Características de su Obra y Estilo de Composición
Durante una vida creativa de poco más de 20 años, Reger produjo una gran cantidad de obras en todos los géneros (con la excepción de la ópera), casi siempre usando formas abstractas, aunque muy pocas de ellas son conocidas hoy en día.
Muchas de sus obras son en forma de fuga o variaciones, incluyendo la que probablemente es su obra más popular: Variaciones y Fuga sobre un tema de Mozart (basada en el tema inicial de la Sonata para piano, K. 331 de Wolfgang Amadeus Mozart). También dejó una gran cantidad de obras para órgano, incluyendo la Fantasía y fuga sobre BACH (esta pieza, basada en el Motivo BACH se considera una de las más difíciles del repertorio del instrumento). Se sintió particularmente atraído para la forma fugada durante toda su vida, incluso declarando: "Otros componen Fugas - Yo vivo en ellas".
Fue un firme abanderado de la música absoluta, y se veía a sí mismo como parte de la tradición musical de Ludwig van Beethoven y Johannes Brahms.
Su obra combina a menudo las estructuras clásicas de estos compositores con las armonías extendidas de Franz Liszt y Richard Wagner y el complejo contrapunto de Johann Sebastian Bach.
Su música para órgano, también influida por Liszt, es hija de esta tradición. De sus obras orquestales, las ricamente elaboradas Variaciones Hiller y las Variaciones Mozart son las más rememoradas; de la música de cámara los ligeramente texturados tríos se han hecho un hueco en el repertorio, junto con algunas obras para instrumentos de cuerda.
Sus últimas obras para piano, o dos pianos, le sitúan como sucesor de Brahms en la tradición musical germánica.
No puede decirse que sus obras fueran revolucionarias, ya que deben ser consideradas como una consecuencia del desarrollo de las formas clásicas, como la fuga y el bajo continuo. De todos modos, su lenguaje armónico, aunque influido por Brahms, es único y extremadamente personal. La presencia del bajo continuo puede encontrarse en sus obras de cámara; estas se caracterizan por su carácter reflexivo y originalidad. Se ha descrito su música como regia, sobria, y siempre modulante.  